# Matt Williams (producteur)
Pour les articles homonymes, voir Matt Williams.
Matt Williams est un producteur, scénariste et réalisateur américain, né à Evansville (Indiana, États-Unis).

## Filmographie

### Comme producteur
- 1984 : Cosby Show ("The Cosby Show") (série télévisée)
- 1990 : Carol & Company (série télévisée)
- 1991 : Wild Hearts Can't Be Broken
- 1996 : Buddies (série télévisée)
- 1997 : Un pasteur d'enfer (Soul Man) (série télévisée)
- 1997 : Firelight : Le Lien secret (Firelight)
- 1998 : Costello (série télévisée)
- 2000 : Où le cœur nous mène (Where the Heart Is)
- 2000 : Ce que veulent les femmes (What Women Want)

### Comme scénariste
- 2006 : Walker Payne
- 1991 : Wild Hearts Can't Be Broken
- 2006 : Walker Payne

### Comme réalisateur
- 1998 : Costello (en) (série télévisée)
- 2000 : Où le cœur nous mène (Where the Heart Is)